# Kami (Hyōgo)
Kami (jap. 香美町 Kami-chō) – miasto w Japonii, na wyspie Honsiu, w prefekturze Hyōgo. Według danych na rok 2020 miejscowość zamieszkiwało 16 064 mieszkańców , a gęstość zaludnienia wyniosła 43,6 os./km².